# Устрики-Долішні (гміна)
Гміна Устрики-Долішні (пол. Gmina Ustrzyki Dolne) — місько-сільська гміна у східній Польщі. Належить до Бещадського повіту Підкарпатського воєводства. Належить до прадавніх українських етнічних земель з часів Київської Русі.
Станом на 31 грудня 2011 у гміні проживало 17827 осіб.

## Площа
Згідно з даними за 2007 рік площа гміни становила 477.70 км², у тому числі:
- орні землі: 31,00%
- ліси: 62,00%

Таким чином площа гміни становить 41,97% площі повіту.

## Історія
Гміна розташована на прадавніх етнічних українських теренах. Утворена з 1.08.1934 у складі Ліського повіту Львівського воєводства з дотогочасних сільських громад: Бандрів Народній, Бандрів-Колонія Береги Долішні, Гошівчик, Гошів, Дзвиняч Долішній, Лодина, Мочари, Рівня, Стерв'яжик, Ялове, Ясінь.
У середині вересня 1939 року німці окупували територію гміни, однак уже 26 вересня 1939 року мусіли відступити, оскільки за пактом Ріббентропа-Молотова вона належала до радянської зони впливу. За кілька місяців територія ввійшла до Нижньо-Устрицького району Дрогобицької області. Наприкінці червня 1941, з початком Радянсько-німецької війни, територія знову була окупована німцями. В липні 1944 року радянські війська знову оволоділи цією територією. В 1951 році територія віддана Польщі, бойківські села насильно виселені на південь УРСР.

## Населення
Станом на 31 грудня 2011:
| Опис     | Загалом | Загалом | Чоловіки | Чоловіки | Жінки | Жінки |
| -------- | ------- | ------- | -------- | -------- | ----- | ----- |
| одиниця  | осіб    | %       | осіб     | %        | осіб  | %     |
| все      | 17827   | 100     | 8778     | 49.24    | 9049  | 50.76 |
| міське   | 9577    | 100     | 4617     | 48.21    | 4960  | 51.79 |
| сільське | 8250    | 100     | 4161     | 50.44    | 4089  | 49.56 |

## Населені пункти
- Бандрів (пол. Bandrów Narodowy)
- Бреликів (пол. Brelików)
- Береги Долішні (пол. Brzegi Dolne)
- Войткова (пол. Wojtkowa)
- Войтківка (пол. Wojtkówka)
- Воля Романова (пол. Wola Romanowa)
- Гошівчик (пол. Hoszowczyk)
- Гошів (пол. Hoszów)
- Дзвиняч Долішній (пол. Dźwiniacz Dolny)
- Задвір'я (Zadwórze)
- Завадка (Zawadka)
- Коростенько (пол. Krościenko)
- Ліщовате (пол. Leszczowate)
- Ліскувате (пол. Liskowate)
- Лобізва Долішня (пол. Łobozew Dolny)
- Лобізва Горішня (пол. Łobozew Górny)
- Лодина (Łodyna)
- Мочари (Moczary)
- Новосілки Козицькі (пол. Nowosielce Kozickie)
- Рівня (Równia)
- Ропенька (Ropienka)
- Середниця (пол. Serednica)
- Станкова (Stańkowa)
- Телешниця Ошварова (пол. Teleśnica Oszwarowa)
- Тростянець (пол. Trzcianiec)
- Устіянова Долішня (пол. Ustjanowa Dolna)
- Устіянова Горішня (пол. Ustjanowa Górna)
- Устрики-Долішні (пол. Ustrzyki Dolne)
- Юречкова (пол. Jureczkowa)
- Ялове (пол. Jałowe)

### Колишні населені пункти
- Арламів (пол. Arłamów)
- Дашівка (Daszówka)
- Дзвиняч Горішній (Dźwiniacz Górny)
- Грузова[5] (пол. Grąziowa)
- Ямна Долішня (пол. Jamna Dolna)
- Ямна Горішня (пол. Jamna Górna)
- Квасинина (пол. Kwaszenina)
- Нанове (або Нанова) (пол. Nanowa)
- Соколе (пол. Sokole)
- Трійця (пол. Trójca)

## Сусідні гміни
Гміна Устрики-Долішні межує з такими гмінами: Бірча, Вільшаниця, Солина, Фредрополь, Чорна.